# Altenburg bei Brugg
Altenburg bei Brugg är en stadsdel i kommunen Brugg i distriktet Brugg i kantonen Aargau, Schweiz. Före 1901 var Altenburg bei Brugg en egen kommun.